# John Archibald Wheeler
John Archibald Wheeler (n. 9 iulie 1911, Florida, SUA – d. 13 aprilie 2008, Hightstown⁠(d), New Jersey, SUA) a fost un remarcabil fizician polivalent american cu contribuții în fizica nucleară, electrodinamică și optică, teoria relativității generale și gravitație. A fost unul dintre colaboratorii lui Niels Bohr și ultimii colaboratori ai lui Albert Einstein. A introdus și dezvoltat noțiuni fundamentale în fizică, precum gaură neagră, spumă spațial temporală, gaură de vierme și altele. Wheeler este unul dintre creatorii armei nucleare americane.

## Biografie
John Archibald Wheeler a fost educat la Universitatea Johns Hopkins, unde a obținut și gradul de doctor în filozofie în anul 1933. În anii 1933-1935 lucrat la Copenhaga la Institutul lui Niels Bohr, după care a revenit în SUA și a predat la Universitatea  Carolina de Nord. În anul 1938 a fost invitat la Princeton. În anii celui de al doilea război mondial a lucrat la Proiectul Manhatten, unde a elaborat bomba atomică americană. În anul 1947 a revenit la Princeton, unde a lucrat ca profesor de fizică până în anul 1976,când s-a transferat la Universitatea Texas din Austin. Între timp,în anii 1949-1950, a fost antrenat în cercetările nucleare ale SUA, care se făceau la Los-Alamos, în vederea lansării bombei cu hidrogen. A fost profesor la această Universitate până în anul 1986, când s-a pensionat.În anii 1980 a vizitat URSS, unde cu ocazia unor simpozioane științifice, a comunicat cu cercetătorii sovietici din fizica nucleară, A.D. Saharov și Ya. B. Zeldovici, care au creat armele atomice și de hidrogen sovietice.  A decedat în anul 2008 de o pneumonie la Hightstown, New Jersey.

## Creația științifică
- În preajma  războiului și după război, în colaborare cu Niels Bohr, a emis explicația mecanismului fisiunii nucleare.
- În anul 1946 a emis ideea pozitroniului- stării legate a electronului cu pozitron și a estimat durata de viață a acestui nou tip de atom, datorită anihilării. Ulterior estimările lui Wheeler au fost precizate de către Berestetskii, Sokolov și Tsytovich  în cazul orthopozitroniului și a parapozitroniului. Tot această idee s-a aflat la baza conceptului de exciton- stare legată a electronului și a unei găuri, dar în  corpuri solide și la energii mult mai mici.
- În anii 1949-1950 a lucrat la Los-Alamos asupra unui dispozitiv exploziv cu hidrogen greu. Una dintre cărțile sale Călătorie în gravitație, spațiu și timp popularizează acest subiect.
- Una dintre problemele abordate de Wheeler în anii 1960 a fost căutarea unei teorii unificate a câmpurilor,  căreia îi consacră una dintre monografiile sale.
- Wheeler a introdus conceptul de geon, ca entitate gravito-electromagnetică, dezvoltată ulterior de Burinskii.
- După război,în colaborare cu Richard Feynman  a dezvoltat conceptul de acțiune la distanță,în relație cu principiul cauzalității și propagarea semnalelor întârziate și avansate.
- Partea cea mai importantă a cercetărilor de la sfârșitul anilor 1950 și după  o constituie găurile negre, cărora le-a consacrat studii multiple. Printre cercetările mai importante ale lui Wheeler din acest domeniu se enumeră: calculul împrăștierii razelor de lumină (fotonilor) înainte și înapoi în câmpul găurilor negre. A arătat, că în cazul împrăștierii înapoi, are loc un maximum de strălucire, cauzat de existența orbitelor instabile în apropiere de orizontul evenimentelor (efect discutat anterior și ulterior de asemenea de Sir Charles Darwin, Cécile DeWitt-Morette, Bahram Mashhoon și alții.
- În anul 1971 a efectuat primele calcule cuantice ale orbitelor legate (orbitelor Bohr) ale particulelor cu masă de repaos în câmpul gravitațional al găurilor negre și a stărilor de difuzie, cînd energia particulelor este mai mare decât energia de repaos. A estimat numeric durata de viață a particulelor pe aceste nivele, preluate și precizate ulterior și de alți cercetători și a corectat greșelile unor autori (de exemplu a lui Roy Matzner), care credeau, că gaura neagră în regim cuantic, când lungimea de undă  a particulelor fotonilor) este mult mai mare decât raza graviaţională Schwarzschild a găurii negre nu absoarbe deloc particulele.  Astfel, Wheeler poate fi considerat inițiatorul cercetărilor de mecanică cuantică în câmpuri gravitaționale intense.
- Aceste cercetări au fost dezvoltate ulterior de Remo Ruffini, Thibault Damour, Nathalie Deruelle și alții în SUA, URSS, Marea Britanie, Franța, Japonia, India și alte țări .
- Wheeler este unul dintre coautorii ecuației Wheeler - De Witt, care  tratează Universul în întregime, un sistem macroscopic și chiar astronomic, ca atare, în care suntem plasați cu toții, ca un obiect cuantic, punându-i în corespondență o funcție de undă, operatori cuantici, mărimi fizice măsurabile și calculabile după regulile mecanicii cuantice. Ca argument servește unicitatea stării inițiale a Universului- o stare de densitate extremă, cu valori Planck-iene, care poate fi tratată doar în mod cuantic. Regulile fizicii clasice suferă în acest domeniu extrem un abandon. Universul observabil apare ca o limită clasică a acestei ecuații.  Această ecuație stă la baza geometrodinamicii, adică a științei despre evoluția geometriilor spațial-temporale.¨Și această idee se prezintă a fi extrem de fructuoasă, fiind preluată de mai mulți cercetători în lumea întreagă.

## Funcții obștești și științifice
- Președinte al Societății americane de fizică
- Membru al multor societăți științifice
- Membru al Comitetului Național al SUA pentru control asupra armelor (din 1970)

## Publicații în bazele de date și biblioteci
- Biblioteca Națională a Republicii Moldova[nefuncțională]
- Bibliophil[nefuncțională]
- Biblus Arhivat în 5 martie 2016, la Wayback Machine.
- Biblioteca Congresului SUA

## Distincții și premii
- Premiul Wolf
- Medalia SUA pentru știință
- Premiul Albert Einstein
- Medalia Benjamin Franklin
- Medalia de aur internațională Niels Bohr

## Discipoli și colaboratori apropiați
- Jacob Bekenstein
- Claudio Bunster
- Demetrios Christodoulou
- Ignazio Ciufolini
- Hugh Everett
- Richard Feynman
- Kenneth W. Ford
- Robert Geroch
- John R. Klauder
- Bahram Mashhoon
- Charles Misner
- Milton Plesset
- Benjamin Schumacher
- Kip Thorne
- Jayme Tiomno
- Bill Unruh
- Robert Wald
- Katharine Way
- Arthur Wightman